# ۲۵۴۱۰ آبخار
سیارک ۲۵۴۱۰ (به انگلیسی: 25410 Abejar، نامگذاری:1999VG36) بیست و پنج هزار و چهارصد و دهمین سیارک کشف شده‌است که در ۳ نوامبر ۱۹۹۹ کشف شد.
قدر مطلق سیارک برابر ۱۱.۷ است.